# Houtribdijk

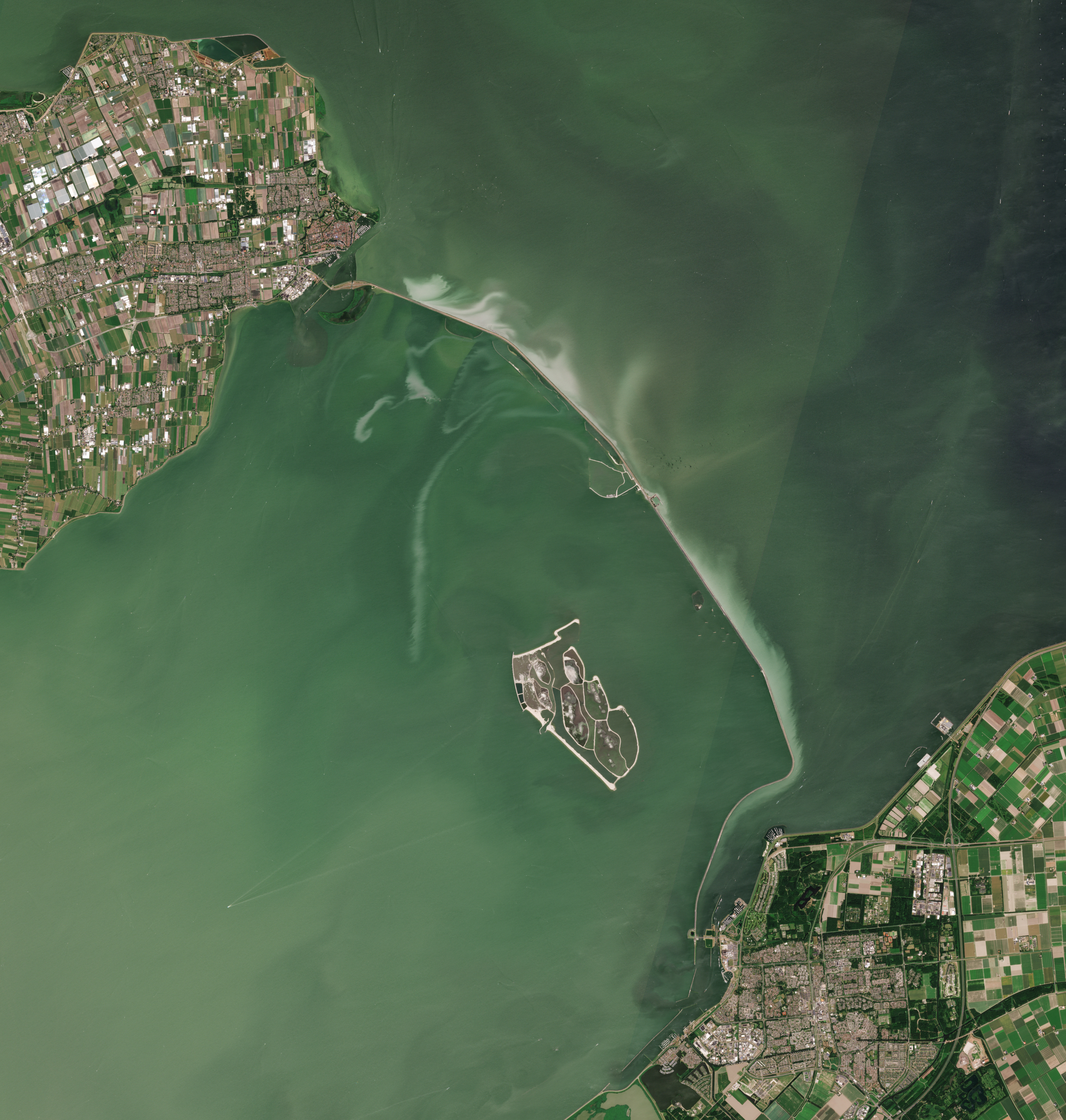
Houtribdijk

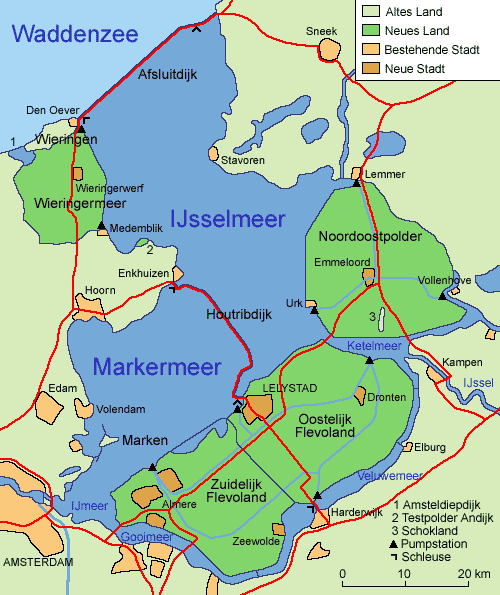
mapka projektu Zuiderzeewerken (hráz Houtribdijk v centrální části)

Houtribdijk (též pod názvy Markerwaarddijk, Markermeerdijk či Dijk Enkhuizen-Lelystad) je hráz v Nizozemsku, která od sebe odděluje vody jezer IJsselmeer a Markermeer a je dlouhá 28 km. Její výstavba začala roku 1963, dokončena byla v roce 1975. Po koruně hráze vede silnice spojující města Enkhuizen v Severním Holandsku a Lelystad v Flevolandu.
Hráz je součástí obrovského vodohospodářského projektu Zuiderzeewerken, jehož cílem bylo zahrazení mořského zálivu Zuiderzee a následné vysušení a zapoldrování nově vzniklého jezera. Takto vznikly poldry Noordoostpolder, Wieringermeer, Oostelijk Flevoland a Zuidelijk Flevoland. Prostor jezera Markermeer byl původně též určen k výstavbě pátého poldru Markerwaard, z jehož realizace však sešlo.

## Fotogalerie

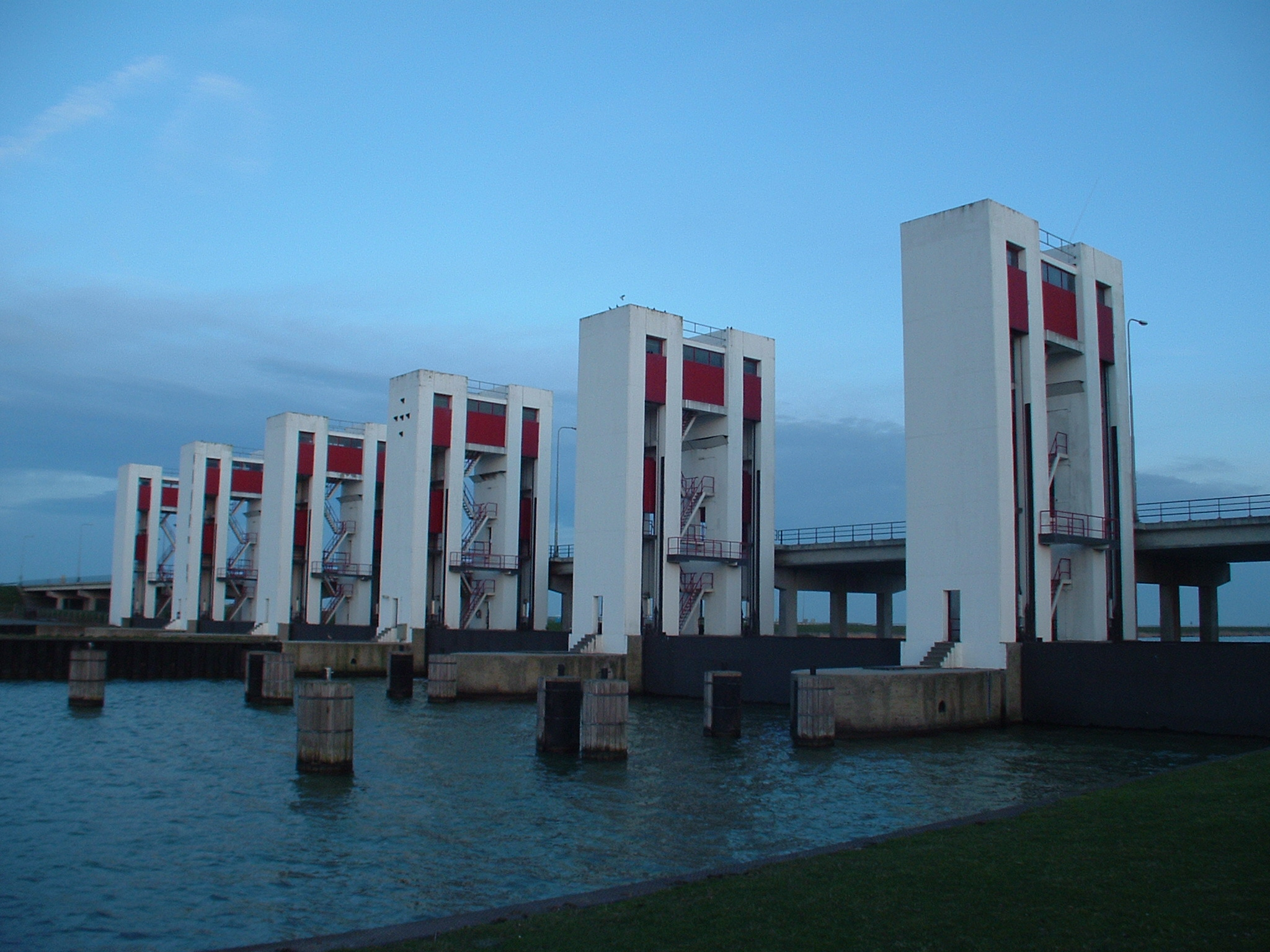
část hráze v blízkosti města Lelystad (propojení jezer Maakermeer a IJsselmeer)
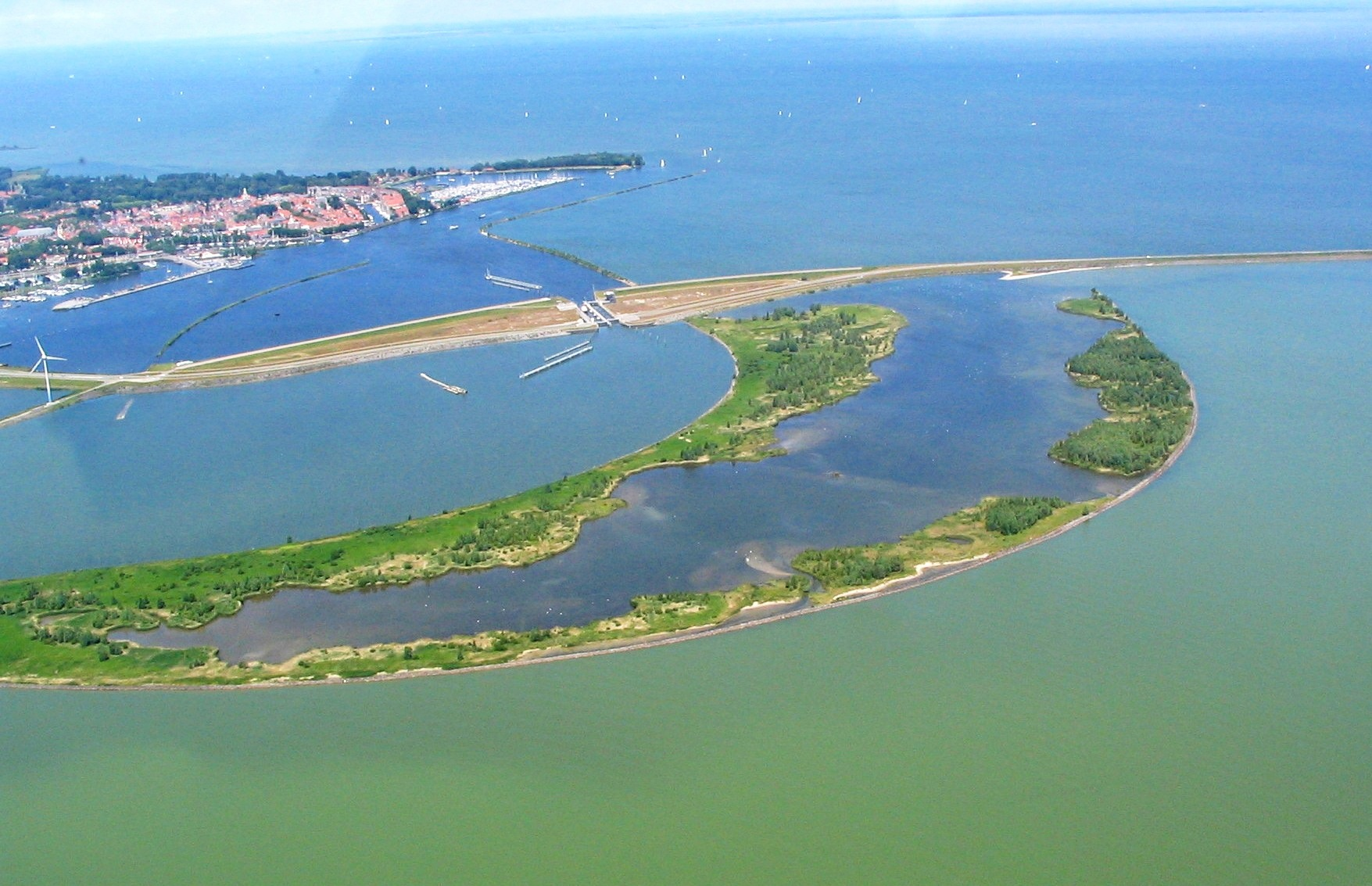
část hráze s akvaduktem u města Enkhuizen
mapa projektu Zuiderzeewerken s poldrem Markerwaard